# 独占ラジオ丼〜生でゴメンネッ!〜
独占ラジオ丼〜生でゴメンネッ!〜（どくせんらじおどんぶり なまでゴメンネッ）は、1995年4月3日から1999年10月1日の間に、TBCラジオ（東北放送）の平日夜の時間帯に放送されていたラジオワイド番組である。通称「ラジ丼」（ラジどん）。

## 概要
前番組『男女りすなぁ若者語』（若りす）に続き、中学生・高校生などの若年層を対象リスナー年齢層としている。本番組では、はがきやファックスだけでなく、携帯電話やポケベルなどのマルチメディアを使い、ツールを増やしてリスナーとのコミュニケーションをとることが特徴であった。本間秋彦は前番組・若りすから続投し、若りすスタートから本番組終了まで11年間にわたって、TBCラジオの平日夜ワイド番組のメインパーソナリティを務めた。
毎年元日（1月1日）には本番組恒例の公開生放送が行われた。また、1999年4月には「TBCさくらまつり」でなど、公開収録も数回行われた。そして最終回放送の翌日、1999年10月2日にも本番組のファイナルイベントがTBCホールで行われた。

### 1997年10月以降の番組構成
1997年10月改編を以って本番組はリニューアルし、本間秋彦が全曜日出演となり、この時から本番組自体を「株式会社ラジ丼」と見立てて、メインパーソナリティの本間を「社長」、アシスタントを「秘書」、リスナーを「社員」、オープニングを「朝礼」、ゲストの出演は「会社訪問」と称するなど、“会社”形式の番組へと移行した。
“社員”になりたいリスナーは、社員登録書を本番組にはがきで請求し、社員登録書を自分の写真（プリクラも可）と一緒に本番組宛に送ると、社員証を受け取ることが出来た。そしてこの社員登録をしたリスナーには、月一回番組が発行するフリーペーパーが番組より送られた。

## 放送時間の変遷
- 月曜〜木曜 21:00 - 23:00 （1995年4月3日〜1996年3月）
- 火曜〜金曜 21:00 - 23:00 （1996年4月〜1998年9月）
- 火曜〜金曜 21:30 - 23:30 （1998年10月〜1999年10月1日)

## パーソナリティ
- 菅原美和 （1995年4月〜1997年9月、月曜・火曜 → 1996年4月から火曜・水曜）
- 西山みゆき （1995年4月〜1996年3月、月曜・火曜）
- 本間秋彦 （1995年4月〜1999年9月＝全期間、水曜・木曜 → 1996年4月から木曜・金曜 → 1997年10月から火曜〜金曜全曜日）
- 鈴木早百合 （1995年4月〜1999年9月＝全期間、水曜・木曜 → 1996年4月から木曜・金曜）
- 佐々木愛 （1997年10月〜1999年9月、火曜・水曜）

## コーナー・タイムテーブル
（）

### 1995年4月 - 1997年9月
- 21:05　河北新報ニュース
- 21:12　杜の都でクイズ発表
- 21:30
  - 月曜→火曜　イントロ3本勝負
  - 火曜→水曜　早鳴らしクイズ
  - 水曜→木曜　早びきヴァン・ヘイレン
  - 木曜　人間博物館 （1996年3月まで）
- 21:50　独占!!Jリーグエキスプレス （ニッポン放送制作）
- 22:00　CDリクエスト合戦
- 22:10　（月曜のみ）杜の都でクイズ発表
- 22:15　河北新報ニュース
- 22:20　クイズマスターへの道　他
- 22:30　日清アミューズメントワールド
  - 月曜→水曜　ゴメンネお姉様 （1997年9月まで）
  - 火曜　火曜・愛の激情
    - コーナータイトルは当時TBS系列他で放送されていた平日の昼ドラ「花王 愛の劇場」から採られたもので、毎週リスナーから寄せられた創作ストーリーをリレー方式でつなげていくものであった。

  - 水曜　Come on DJ （1997年10月から）
  - 水曜→木曜　クイズ・この音は何でしょう
  - 木曜→金曜　王様の耳
- 22:40　パワーアシストクラブエネルゲン （水曜・木曜のみ、大塚製薬提供、1995年9月まで）
- しりとりバトルマッチ（木曜）
一度終了するが、1997年10月の本番組リニューアル後に復活。

### 1997年10月以降
- テテンケテン（火曜）
- なんでも三箇条（火曜）
- あの町あの店あのオヤジ（火曜）
- クイズ・やっぱおかずでしょう（火曜）
リスナーが電話出演し、この番組「おかず」と言っていた、曲の途中の部分を聴いてその曲を当てるクイズ。往年のTBCラジオの夜ワイド番組「ラジオはAM翔んでけ電波」の「中トロクイズ」に似たような構成。
- リスナーの主張（水曜）
1999年10月2日のファイナルイベントでは、このコーナーが「ラジ丼の主張」として復活した。
- FEEL THE しあわせ（水曜）
- 水曜定例会
毎週決められたテーマに沿って、リスナーからの意見を募集。
- 君のハガキに恋してる（略して君ハガ）（水曜）
1998年10月スタート。
- 宮城県市町村だじゃれ → 全国都道府県だじゃれ（木曜）
最初は宮城県の市町村名、その後対象を日本の都道府県名に拡大して、これらを使ったリスナー作の駄洒落を発表。1998 FIFAワールドカップが行われていた1998年6月には「ワールドカップだじゃれ」として、特にお題は出さずワールドカップ出場国名で作られた駄洒落ネタを募集した。
- 爆笑早百合のテーマソング（木曜）
- 英語でゴメン（木曜）
1998年10月スタート。変な英語、使わない英語、使ったら恥ずかしい英語など、あらゆる英単語・英文を紹介し検討する。
- あったらいいものいやなもの（金曜）
- いいあせ・しあわせ・いらっしゃいませ（金曜）
1998年10月スタート。
- 爆笑早百合のトンチンカンクイズ（金曜）
鈴木早百合があらゆるクイズに挑戦。
- チャンチャカ歌合戦（金曜）
リスナー参加のコーナー。5回連続1位になると、「チャンチャカマスター」の称号が獲得できた。1998年初頭にスタート。
- 女の子だけのコーナー「夜の給湯室」（火〜金）
佐々木愛、鈴木早百合ら女性のみが出演。ただし、佐々木出演の火曜・水曜は本間がボイスチェンジャーを使ってフォロー的に割り込んで出演していた。
- 社長ホットライン（火〜金）
社長（本間）が選ばれた社員（リスナー）の家に直接電話しトークしていた。
他